# Wolfgang Mössinger (General)
Wolfgang Mössinger (* 26. Juni 1946 in Karlsruhe) ist ein Brigadegeneral außer Dienst des Heeres der Bundeswehr.

## Leben
Mössinger trat 1967 in Günzburg in die Nachschubtruppe der Bundeswehr ein, absolvierte von 1969 bis 1970 die Offizierausbildung und wurde 1970 Zugführer. Von 1971 bis 1976 studierte er Wirtschaftswissenschaft an der Universität Mannheim mit dem Abschluss Diplom-Kaufmann. Anschließend war er Kompaniechef im Transportbataillon 861. 
Von 1979 bis 1981 absolvierte er den 22. Generalstabslehrgang Heer an der Führungsakademie der Bundeswehr in Hamburg, wo er zum Offizier im Generalstabsdienst ausgebildet wurde. Danach wurde er Stabsoffizier für Logistik (G4) der Panzergrenadierbrigade 13 in Wetzlar, bevor er 1984 und 1985 die Generalstabsausbildung am Command and Staff College in Quetta in Pakistan durchlief. Im Folgenden war er von 1985 bis 1987 Generalstabsoffizier für Führung, Organisation und Ausbildung (G3) der Panzergrenadierbrigade 32 in Schwanewede, von 1987 bis 1989 Bataillonskommandeur des Transportbataillons 370 in Hermeskeil, von 1989 bis 1992 G3 im Supreme Headquarters Allied Powers Europe der NATO in Mons in Belgien, von 1992 bis 1994 Referent im Referat V 2 im Führungsstab des Heeres im Bundesministerium der Verteidigung in Bonn, von 1994 bis 1997 Abteilungsleiter G4 im Heeresführungskommando in Koblenz und von 1997 bis 1998 Referatsleiter V 1 im Führungsstab der Streitkräfte im Bundesministerium der Verteidigung in Bonn.
1998 wurde Mössinger Brigadekommandeur der Logistikbrigade 1 in Lingen. Anschließend wurde er 2000 Abteilungsleiter I und General Heereslogistik im Heeresunterstützungskommando in Koblenz. Am 1. Oktober 2000 wurde er zum Brigadegeneral ernannt und war von Oktober 2000 bis Mai 2003 Stabsabteilungsleiter II im Führungsstab der Streitkräftebasis. In seiner letzten Verwendung war er ab Juni 2003 Stabsabteilungsleiter IV im Führungsstab der Streitkräfte im Bundesministerium der Verteidigung. Er übergab die Dienstgeschäfte an Peter Bohrer und wurde mit Ablauf des Juni 2007 in den Ruhestand versetzt.
Mössinger ist verheiratet und hat vier Kinder.